# Epidendrum berkeleyi
Epidendrum berkeleyi är en orkidéart som först beskrevs av Robert Allen Rolfe, och fick sitt nu gällande namn av Dalton Holland Baptista. Epidendrum berkeleyi ingår i släktet Epidendrum och familjen orkidéer. Inga underarter finns listade i Catalogue of Life.